# Anomala masaakii
Anomala masaakii är en skalbaggsart som beskrevs av Shuhei Nomura 1977. Anomala masaakii ingår i släktet Anomala och familjen Rutelidae. Inga underarter finns listade i Catalogue of Life.